# Henri Charrett
Ne doit pas être confondu avec l'acteur Julien Carette (1897-1966), dit Carette
Henri Chariot, dit Henri Charrett ou Charrett, est un acteur français de cinéma et de télévision, né le 22 août 1901 à Nexon (Haute-Vienne) et mort le 24 août 1972 dans le 15e arrondissement de Paris.

## Biographie
Henri Eugène Chariot naît le 22 août 1901 à Nexon (Haute-Vienne), de Frédéric Henri Chariot (25 ans), jockey d'origine anglaise, et de Marie Alphonsine Laleu (18 ans), sans profession,.
Il meurt le 24 août 1972 au 64, rue Labrouste dans le 15e arrondissement de Paris.

## Filmographie partielle
- 1934 : La Banque Némo, de Marguerite Viel
- 1937 : L'Homme du jour, de Julien Duvivier
- 1939 : Fric-Frac, de Maurice Lehmann et Claude Autant-Lara
- 1943 : Picpus, de Richard Pottier
- 1944 : Coup de tête, de René Le Hénaff
- 1945 : Paméla, de Pierre de Hérain
- 1945 : Échec au roy, de Jean-Paul Paulin
- 1946 : Fille du diable, d'Henri Decoin
- 1946 : La Tentation de Barbizon, de Jean Stelli
- 1946 : L'assassin n'est pas coupable, de René Delacroix
- 1947 : Carré de valets, d'André Berthomieu
- 1947 : Copie conforme, de Jean Dréville
- 1947 : Non coupable d'Henri Decoin
- 1948 : Scandale, de René Le Hénaff
- 1948 : Le Comédien, de Sacha Guitry
- 1948 : L'Armoire volante, de Carlo Rim
- 1949 : Le Roi de Marc-Gilbert Sauvajon
- 1949 : Ronde de nuit de François Campaux
- 1950 : Nous irons à Paris, de Jean Boyer
- 1950 : Mon ami Sainfoin, de Marc-Gilbert Sauvajon
- 1957 : Le Coin tranquille de Robert Vernay : un gendarme
- 1960 : Quai du Point-du-Jour, de Jean Faurez

## Doublage
- 1938 : Les Justiciers du Far West : Morgan (Jack Perrin)
- 1948 : La Cité sans voiles : le détective Pirelli (Tom Pedi)
- 1950 : C'étaient des hommes : Gunderson (Carlo Lewis)
- 1951 : Au-delà du Missouri : Gowie (George Chandler)
- 1951 : Trois Troupiers : le soldat Dennis Malloy (Cyril Cusack)
- 1951 : Les Hommes-grenouilles : Marvin W. "Canarsie" Minkowsky (Harvey Lembeck)
- 1952 : Aveux spontanés : le ministre de la Justice Vajos (Ben Astar)
- 1953 : Houdini le grand magicien : un huissier[Qui ?]
- 1954 : Sur les quais : Tullio (Tami Mauriello)
- 1954 : Brigadoon : Sandy (Eddie Quillan)
- 1955 : Le Renard des océans : Brounck (Alan Lee)
- 1955 : El Tigre : le capitaine Bellon (Steven Geray)
- 1956 : La première balle tue : Dink Wells (Noah Beery Jr.)
- 1956 : Brisants humains : deux marins[Qui ?]
- 1956 : Viva Las Vegas : Scotty (Roscoe Ates)
- 1956 : L'Espion de la dernière chance : voix secondaires
- 1957 : Douze Hommes en colère : juré no 2, banquier (John Fiedler)
- 1958 : La Forêt interdite : le maraudeur dit « Le Jockey » (Sammy Renick)
- 1958 : L'Or du Hollandais : John McBain (Ernest Borgnine)
- 1958 : 10, rue Frederick : le saxophoniste (Sean Meany)
- 1959 : Certains l'aiment chaud : Sig Poliakoff (Billy Gray)
- 1960 : Alamo : « L'Ecossais »[Qui ?]
- 1961 : La Doublure du général : le sergent Colin Twickenham (Terence de Marney)
- 1962 : Le Jour le plus long : un soldat britannique dans le groupe de Sword Beach[Qui ?]
- 1962 : L'Homme qui tua Liberty Valance : Peter Ericson (John Qualen) (1er doublage)